# Walton Hall
O Walton Hall é um palácio rural inglês do século XIX, em estilo italiano. Fica localizado nas proximidades de Eccleshall, no Staffordshire. É um listed building classificado com o Grau II, actualmente ocupado por uma Escola para alunos com necessidades especiais.

## História
O palácio foi construído por volta de 1848 para Henry Killick (faleceu em 1874), que foi Alto Xerife de Staffordshire em 1862.
Mais tarde, o edifício foi ocupado por James Cadman (1828-1947), um agraciado com a Distinguished Service Cross (Cruz dos Serviços Notáveis), engenheiro de minas de carvão e irmão do Barão Cadman. Este proprietário do Walton Hall também foi Alto Xerife de Staffordshire em 1933 e Deputy Lieutenant (Vice-Lugartenente).